# Paocheng Tao Jen
Paocheng Tao Jen (ur. 1912 w Wuxi, centralne Chiny, zm. 8 kwietnia 2004 w Brookline, Massachusetts) – amerykańska matematyczka, liderka społeczności chińskiej w USA.

## Życiorys
Była jedną z pierwszych kobiet studiujących na Uniwersytecie Tsinghua w Pekinie (ukończyła chemię); po osiedleniu się w USA (1947) razem z mężem, fizykiem Chih-Kung Jen (prof. Johns Hopkins University, zm. 1995) należała do czołowych postaci zbliżenia naukowego i kulturalnego między Amerykanami i Chińczykami. Brała udział w podróży pierwszej grupy uczonych amerykańskich pochodzenia chińskiego do Chin krótko po wizycie prezydenta Nixona w 1972; odbyła jeszcze wiele podobnych wizyt oraz gościła u siebie w domu uczonych chińskich.
Przez kilkanaście lat pracowała jako wykładowca matematyki.